# María Padín
María Padín   (Montevideo, 15 de setembre de 1888 - Buenos Aires, 21 de desembre de 1970) va ser una productora i actriu de cinema, ràdio i teatre uruguaiana que va fer la seva carrera a l'Argentina.

## Carrera
María Padín va ser filla dels actors de circ Manuel Padín «el pallasso Pepino 77» i d'Eulàlia Mendizábal (trapezista), i tia de Saulo Benavente, un pintor, il·luminador i escenògraf d'ampli reconeixement. Després que els seus pares se separessin, Manuel Padín contreu matrimoni amb l'actriu uruguaiana Máxima Hourquet amb qui va tenir set germanastres, entre ells l'actriu còmica i vedet Margarita Padín, i de les joves figures Pilar Padín i Fausto Padín. La seva cunyada va ser l'actriu Raquel Oquendo.
S'inicia professionalment com a actriu el 1905 amb els «Podestá» i més tard també actua en ràdio i televisió. En ràdio va ser primera actriu de les companyies ràdioteatrals argentines de Ricardo Migueras i de Ricardo Bustamante.
La seva aparició en cinema es va donar de manera molt primerenca, brillant juntament amb les primeres figures de l'època d'or del cinema argentí, entre ells, Orfilia Rico, Azucena Maizani, Floren Delbene, Carlos Dux, Julio Scarcella, Celestino Petray, Santiago Arrieta, Homero Cárpena, Pedro Aleandro, Ilde Pirovano i Domingo Sapelli. A Xile va intervenir, junt amb el seu marit com a director, en diverses històriques pel·lícules mudes.
A més de la seva carrera en la pantalla gran va tenir diverses intervencions en teatres de revistes. Va treballar per a la companyia de Pablo Podestá (sota la direcció de José Podestá), junt amb Blanca Podestá i Alberto Ballerini. Després de dissoldre's aquesta companyia, va anar a viure a Xile durant uns anys, i torna formant la seva pròpia companyia de comèdies amb assessorament d'Oscar R. Beltrán. Després integra la companyia del seu marit que es va anomenar «Mario», que estava integrada pels actors Herminia Mancini, Ángeles Arguelles, Rosa Martínez, Julio Scarcella i Pepe Petray. Amb la companyia del seu espòs van fer gires per zones com Valparaíso, Mendoza i Lima.
El 1946 integra la llista de L'Agrupació d'Actors Democràtics, durant el govern de Juan Domingo Perón, i la junta directiva estava integrada per Pablo Racioppi, Lydia Lamaison, Pascual Nacaratti, Alberto Barcel i Domingo Mania.
Va ser una gran amiga de l'actriu Herminia Mancini, germana de Julia Mancini amb qui va treballar en teatre.

## Vida privada
Va ser esposa de l'actor i director de cinema i teatre Arturo Mario, amb qui el 1917 viatja a Xile, protagonitzant diverses pel·lícules d'ell.

## Teatre
- Los espantajos (1915), de Roberto Cayol.
- La viuda influyente (1915), de Belisardo Roldán.
- Los paraísos artificiales (1915), d'Enrique García Velloso.
- La novia de Floripondio (1915).
- Silvio Torcelli (1915).
- La suerte perra i Crisis matrimonial, de Casals.
- La vuelta de Braulio (1915).
- El zonda (1915).
- El rancho de las violetas (1915).
- Barranca abajo.
- Cataplasma, d'Enrique Buttaro.
- El tiranuelo, de Pedro B. Aquino y Misia.
- Pancha, la bava.
- Luz de hoguera.
- Entre gallos y medianoche.

## Filmografia
- 1915: Nobleza gaucha.
- 1917: Alma chilena.
- 1917: El fusilamiento de Dorrego.
- 1918: Todo por la Patria (o el Jirón de la bandera).
- 1918: La avenida de las acacias.
- 1920: Manuel Rodríguez.
- 1939: Nativa.[5]

## Ràdio
- 1939: Daniel Aldao, el valiente, emès per Radio El Mundo, interpretat per Héctor Coire, Meneca Norton, Lucía Dufour, Julia Vidal, Carlos A. Petit, Gustavo Cavero i Ernesto Villegas.